# Lagynochthonius serratus
Pour les articles homonymes, voir Lagynochthonius et Serratus.
Espèce
Lagynochthonius serratus est une espèce de pseudoscorpions de la famille des Chthoniidae.

## Distribution
Cette espèce est endémique du Yunnan en Chine. Elle se rencontre dans le xian de Malipo dans une grotte.

## Description
Les mâles mesurent de 1,95 à 2,07 mm et les femelles de 1,93 à 2,23 mm.

## Systématique et taxinomie
Cette espèce a été décrite par Hou, Gao et Zhang en 2022.

## Publication originale
- Hou, Gao & Zhang, 2022 : « Diversity of cave-dwelling pseudoscorpions from eastern Yunnan in China, with the description of eleven new species of the genus Lagynochthonius (Pseudoscorpiones, Chthoniidae). » Zootaxa, no 5198(1), p. 1–65.